# Midnatsgæsten
Midnatsgæsten (originaltitel Der Mann um Mitternacht) er en tysk stumfilm fra 1924 af Holger-Madsen.

## Medvirkende
- Hella Moja som Elsa
- Olaf Fjord som Helge Bjoernstad
- Henrik Malberg som Knut Hammerdal
- Holger-Madsen
- Karl Etlinger som Ole
- Claire Rommer som Ingrid
- Erling Hanson som Sigurd Hoff